# Buenavista (Hocabá)
Buenavista es una localidad del municipio de Hocabá en el estado de Yucatán, localizado en el sureste de México.

## Hechos históricos
- En 1910 cambia su nombre de Buenavista a Buena Vista.
- En 1921 cambia a Buenavista.
- En 1970 cambia a Buena Vista.
- En 1990 cambia a Buenavista.

## Importancia histórica
Tuvo su esplendor durante la época del auge henequenero y emitió fichas de hacienda las cuales por su diseño son de interés para los numismáticos. Dichas fichas acreditan la hacienda como propiedad de una persona de apellido Evia.

## Demografía
Según el censo de 2005 realizado por el INEGI, la población de la localidad era de 0 habitantes.
| 106                         | 263 | 72 | 27 | 4 | 20 | 12 | 12 | ? | 0 | ? | 0 | 0 |
| (Fuente: INEGI [Consultar]) |     |    |    |   |    |    |    |   |   |   |   |   |

## Galería

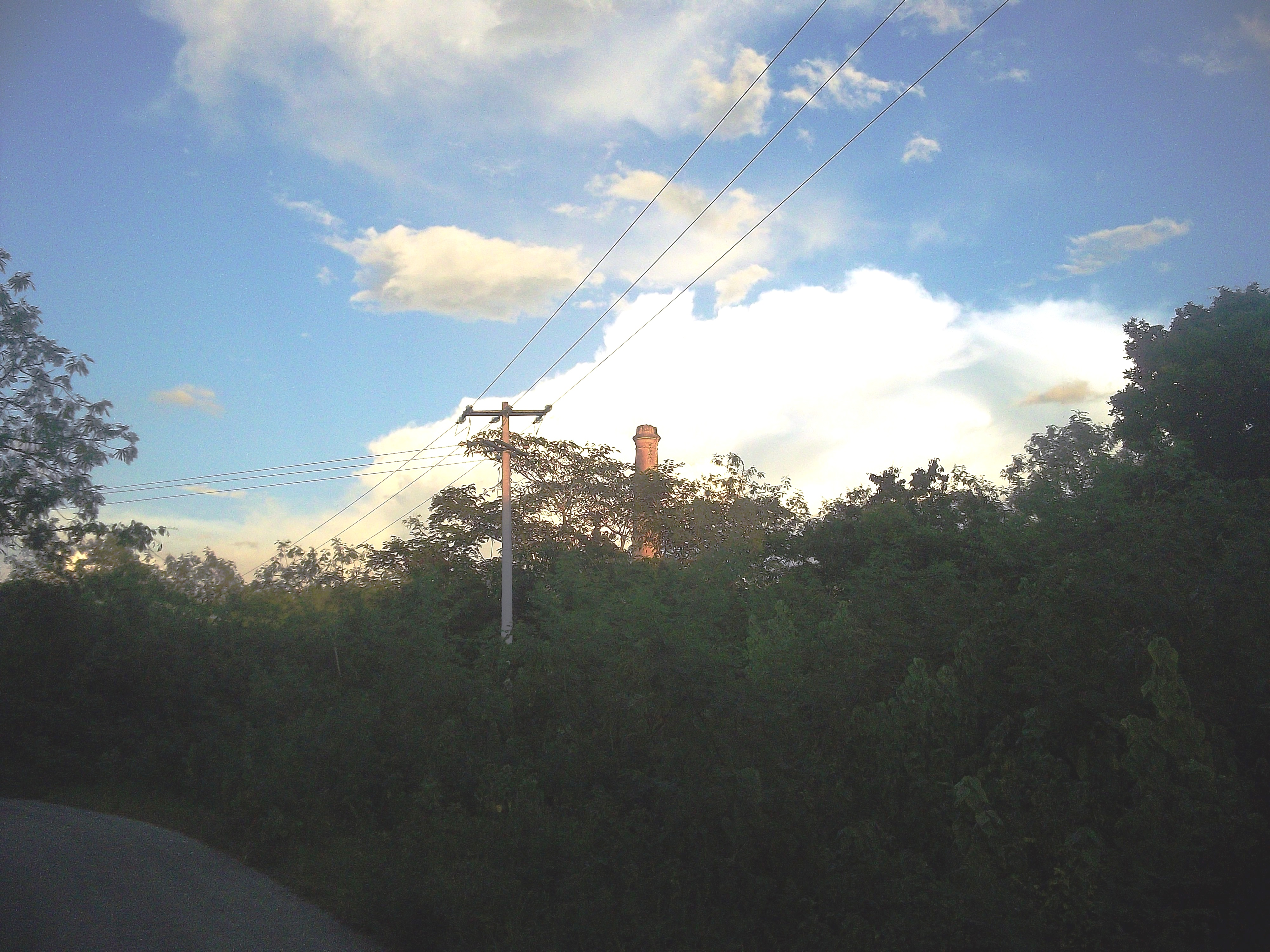
Vista de la hacienda Buenavista.
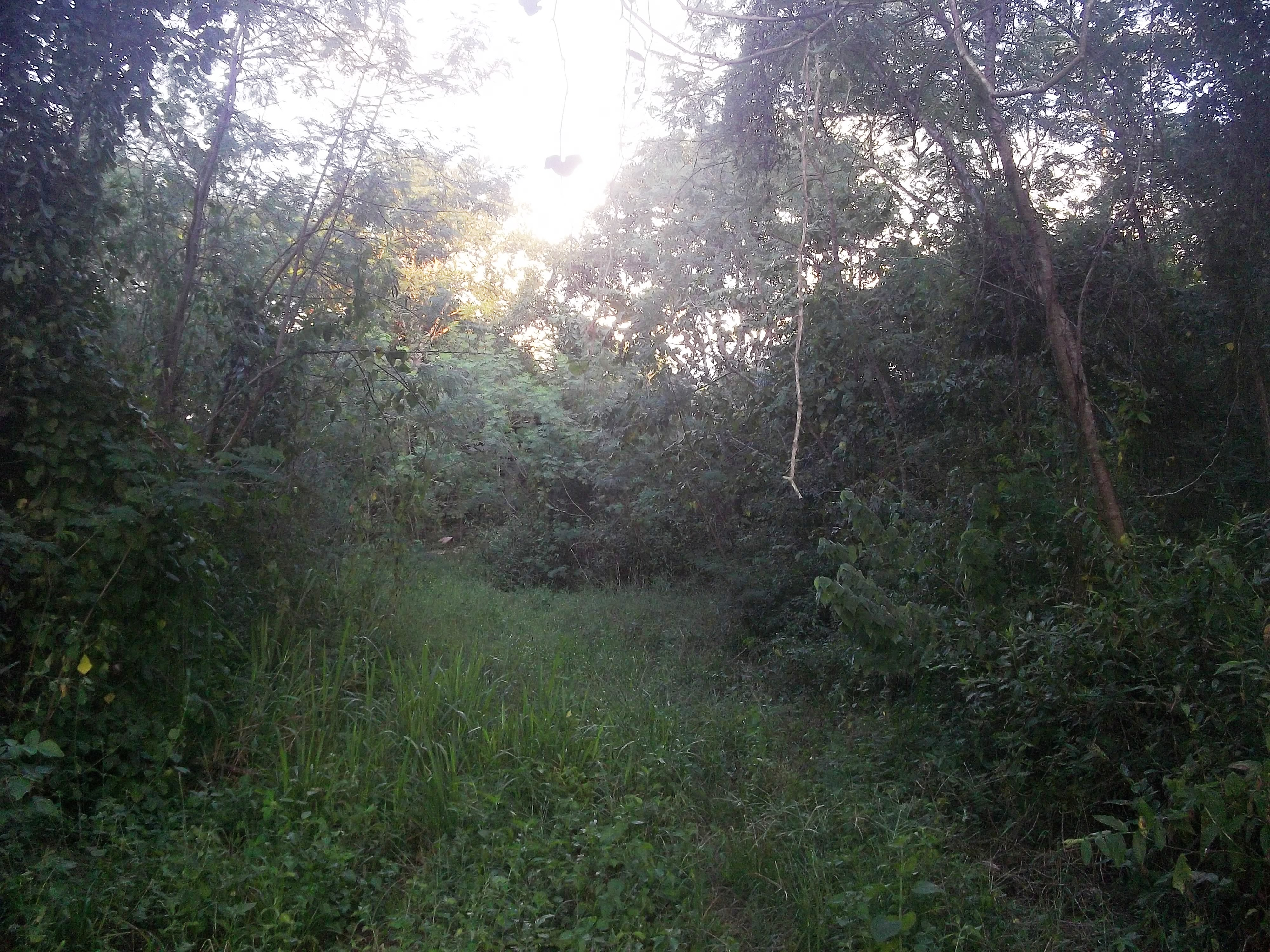
Vista de la hacienda Buenavista.